# Ґіфуський університет
Ґіфуський університет (яп. 岐阜大学, ぎふだいがく; англ. Gifu University) — державний університет у Японії. Розташований за адресою: префектура Хіросіма, місто Хіґасі-Хіросіма, квартал Каґаміяма 1-3-2. Відкритий у 1949 році. Скорочена назва — Ґі-дай (яп. 岐大, ぎだい).

## Факультети
- Педагогічний факультет (яп. 教育学部)
- Краєзнавчий факультет (яп. 地域科学部)
- Медичний факультет (яп. 医学部)
- Інженерно-технічний факультет (яп. 工学部)
- Факультет прикладних біологічних наук (яп. 応用生物科学部)

## Аспірантура
- Педагогічна аспірантура (яп. 教育学研究科)
- Аспірантура краєзнавчних наук (яп. 地域科学研究科)
- Аспірантура медичних наук (яп. 医学系研究科)
- Інженерно-технічна аспірантура (яп. 工学研究科)
- Аспірантура прикладних біологічних наук (яп. 応用生物科学研究科)
- Спільна агрономічна аспірантура (яп. 連合農学研究科)
- Спільна ветеринарна аспірантура (яп. 連合農学研究科)
- Спільна аспірантура фармацевтично-медичних інформаційних студій (яп. 連合創薬医療情報研究科)